# Archileptocera lutea
Archileptocera lutea är en tvåvingeart som beskrevs av Marshall 1998. Archileptocera lutea ingår i släktet Archileptocera och familjen hoppflugor. Inga underarter finns listade i Catalogue of Life.